# Loch Thom
Loch Thom är en sjö i Storbritannien.   Den ligger i riksdelen Skottland, i den nordvästra delen av landet, 600 km nordväst om huvudstaden London. Loch Thom ligger 234 meter över havet. Trakten runt Loch Thom består i huvudsak av gräsmarker.